# Vallières (Haití)
Vallières (en criollo haitiano Valyè) es una comuna de Haití, que está situada en el distrito de Vallières, del departamento de Noreste.

## Secciones
Está formado por las secciones de:
- Trois Palmistes (que abarca la villa de Vallières)
- Ecrevisse (también denominada Grosse Roche y que abarca el barrio de Grosse Roche)
- Corosse

## Demografía
| Gráfica de evolución demográfica de Vallières entre 2009 y 2015 |
|                                                                 |

Los datos demográficos contemplados en este gráfico de la comuna de Vallières son estimaciones que se han cogido de 2009 a 2015 de la página del Instituto Haitiano de Estadística e Informática (IHSI). 